# Göllü (Ağaçören)
 (septembre 2020).
Göllü est un village du district d'Ağaçören, dans la province d'Aksaray, en Turquie. 